# 1591 az irodalomban
Az 1591. év az irodalomban.

## Új művek

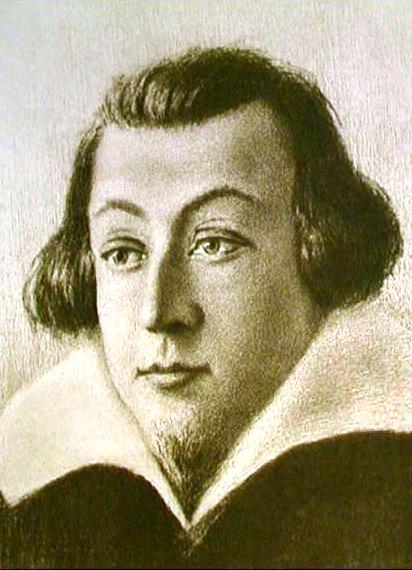
Jiří Třanovský

- Philip Sidney Astrophil és Stella című szonettfüzérének első kiadása.

## Születések
- március 27. – Jiří Třanovský (Tranoscius) cseh-szlovák író, költő, egyházi énekszerző, evangélikus lelkész, őt nevezik a „szláv Luthernek” († 1637)

## Halálozások
- augusztus 23. – Luis de León spanyol költő, egyházi író (* 1527 vagy 1528)
- december 14. – Keresztes Szent János (spanyolul: San Juan de la Cruz) spanyol katolikus teológus, karmelita szerzetes, kora újkori szent (1726-tól), a barokk misztika meghatározó alakja (* 1542)
- 1591 – Károlyi Gáspár (a protestáns gyakorlatban: Károli Gáspár) református lelkipásztor, az első teljes magyar Biblia-fordítás szerzője (* 1529 körül)
- 1591 – Veronica Franco olasz kurtizán, költő, III. Henrik francia király szeretője (* 1546)